# 28890 Gabaldon
28890 Gabaldon è un asteroide della fascia principale. Scoperto nel 2000, presenta un'orbita caratterizzata da un semiasse maggiore pari a 2,661052 UA e da un'eccentricità di 0,038828, inclinata di 14,657992° rispetto all'eclittica. Ha un diametro di 2,888 km.